# Nõmme (stadsdel)
Nõmme är en stadsdel i distriktet Nõmme i Estlands huvudstad Tallinn.